# Heřmanov (Vysočina)
Heřmanov (in tedesco Hermannschlag) è un comune ceco situato nel distretto di Žďár nad Sázavou, nella regione di Vysočina.